# Grzegorz Pawłowski (fizyk)
Grzegorz Pawłowski (ur. 30 marca 1967 w Poznaniu) – polski fizyk, doktor habilitowany nauk fizycznych, specjalizuje się w fizyce ciała stałego, fizyce komputerowej oraz inżynierii komputerowej, nauczyciel akademicki Uniwersytetu im. Adama Mickiewicza w Poznaniu.

## Życiorys
Studia z fizyki ukończył na poznańskim UAM w 1991, gdzie następnie został zatrudniony i zdobywał kolejne awanse akademickie. Stopień doktorski uzyskał w 1996 roku na podstawie pracy Efekty skończonej energii wiązania par i separacja faz w układach z lokalnym parowaniem elektronowyn (promotorem był prof. Stanisław Robaszkiewicz). Habilitował się w 2010.
Na macierzystym Wydziale Fizyki UAM pracuje jako profesor w Zakładzie Stanów Elektronowych Ciała Stałego. Prowadzi zajęcia m.in. modelowania i symulacji komputerowych, urządzeń mobilnych w praktyce projektowej oraz technik informatycznych (system operacyjny Linux/Unix, programowanie w: C, C++, C#, Python, PHP, ASP.NET, SQL, XML, XHTML, JavaScript). W pracy badawczej zajmuje się m.in. takimi zagadnieniami jak: teoria układów silnie skorelowanych, nadprzewodnictwo, systemy nieuporządkowane oraz metody numeryczne i symulacje.
Jest członkiem Polskiego Towarzystwa Fizycznego. Swoje prace publikował m.in. w „Physical Review B", „Journal of Superconductivity", „Acta Physica Polonica" oraz „Physica Status Solidi".